# Remstraling

Remstraling ontstaat doordat een elektron afgebogen wordt in het elektrische veld van een atoomkern

Remstraling (uit het Duits, Bremsstrahlung) is een vorm van elektromagnetische straling die wordt uitgestraald als een geladen deeltje een acceleratie (of deceleratie) ondergaat, typisch bij het op een doel botsen van een versneld elektron in een röntgenbuis.
Het met hoge snelheid vliegende elektron wordt door botsing met de atomen in de anode sterk geremd en verliest hierbij veel van zijn snelheid; de verloren kinetische energie wordt als röntgenstraling uitgezonden.
Remstraling ontstaat wanneer elektronen aan een hoge snelheid een atoom binnenvliegen en onder de invloed van de kern van het atoom in hun baan afgebogen of zelfs volledig gestopt worden. Hierbij wordt de kinetische energie omgezet in röntgenstraling, in dit geval remstraling.
Een andere manier om röntgenstraling op te wekken is aan de hand van karakteristieke straling.
Remstraling ontstaat ook in het heelal in emissienevels zoals H-II-gebieden en planetaire nevels die geïoniseerd gas bevatten met een temperatuur van ongeveer 10.000 K. Verder straalt gas in clusters met een temperatuur tussen 107 en 108 K (het intraclustermedium) remstraling uit als röntgenstraling, zie ook röntgenastronomie.